# 에드몽샤를 주네

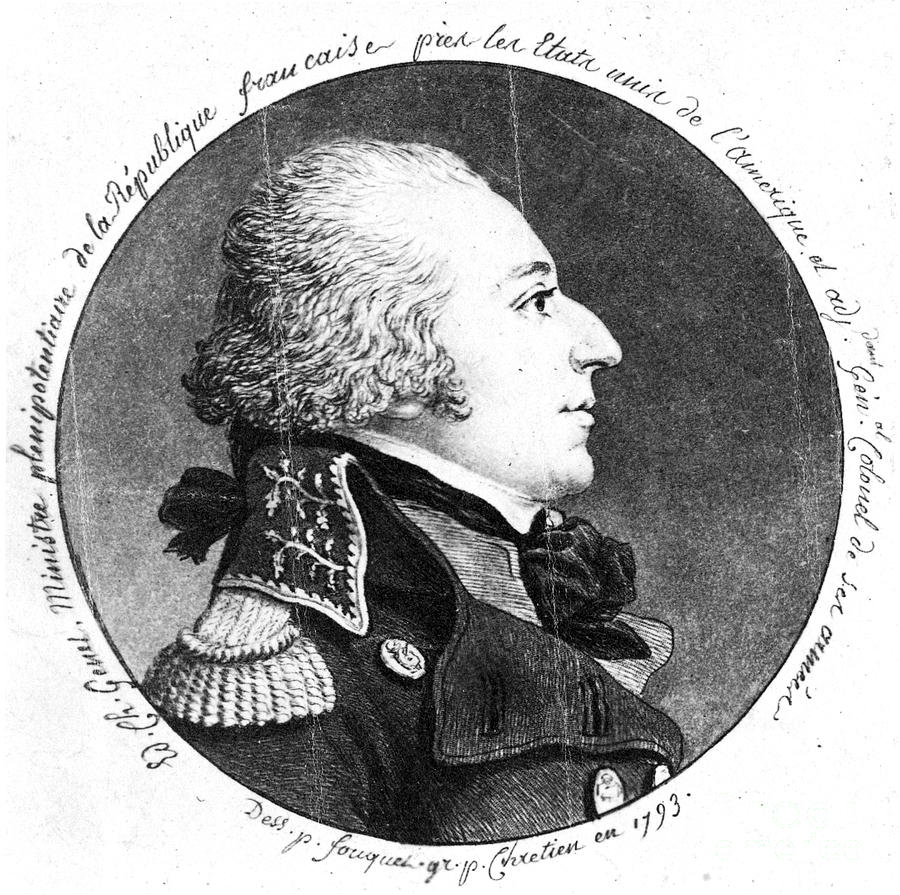

에드몽 쥬네(Edmond-Charles Genêt, 1764 ~ 1834)는 프랑스의 정치인이다. 그는 1764년 프랑스에서 태어났다.

## 생애

### 조지 워싱턴과 대립하다.
1789년 프랑스 혁명에 참여했으며, 워싱턴의 중립선언 직후인, 1794년 미국 대사로 파견되어서 미국 초대 대통령 조지 워싱턴과 대결하였다. 그는 자코뱅 클럽을 만드는 한편 제퍼슨의 절대적인 지지를 바탕으로 무력으로 미국 정부를 뒤엎으려고 했다. 그는 워싱턴을 " 늙은 워싱턴 " 이라고 비난했다. 하지만 프랑스 정부가 그의 너무도 과격한 짓에 반대, 포쉐를 후임 대사로 임명해서 쥬네를 체포하려고 함으로써 실패했는데, 이때 워싱턴은 쥬네를 빼돌려서 지켜주었고, 쥬네는 미국에 귀화하였다.

### 미국 귀화와 말년
미국에 귀화후, 뉴욕 주지사의 딸과 결혼해서 농장을 경영했으나, 상처하였고, 우정장관의 우스굿의 딸과 재혼해서 살다가 1834년 죽었다.